# Nozal Hill
Der Nozal Hill (französisch Sommet Nozal) ist ein vereister und 610 m hoher Hügel an der Graham-Küste des Grahamlands im Norden der Antarktischen Halbinsel. Er ragt 1,5 km nördlich des Mount Shackleton auf halbem Weg zwischen den Régnard Peaks und dem Blanchard Ridge auf.
Teilnehmer der Fünften Französischen Antarktisexpedition (1908–1910) unter der Leitung des Polarforschers Jean-Baptiste Charcot entdeckten ihn. Charcot benannte ihn nach Jacques Louis Charles Nozal (1885–1932), Seemann an Bord des Forschungsschiffs Pourquoi-Pas ? bei dieser Expedition. Das Advisory Committee on Antarctic Names übertrug die französische Benennung im Jahr 1951 ins Englische.